# Lutkun
Lutkun (russisch und lesgisch Луткун; lesgisch auch Луткунар, Lutkunar) ist ein Dorf im Achtynski rajon der russischen Republik Dagestan. Es ist das zweitgrößte Dorf im Rajon nach dessen Verwaltungszentrum Achty und eine der ältesten und größten Ortschaften des Samur-Tals. Lutkun liegt im nordöstlichen Teil des Großen Kaukasus auf einer Höhe von etwa 1200 m links des Samur, 4 km nordwestlich von Achty und gut 25 km von der Staatsgrenze zu Aserbaidschan entfernt.

## Geschichte
Die frühe Geschichte des Dorfes ist weitgehend unbekannt. Eine erste Dorffestung wurde im 2. Jahrhundert n. Chr. auf einem Berg gegründet und ist als historischer, heute unbewohnter Teil des Dorfes erhalten geblieben. Dort wurde im 10. Jahrhundert eine Moschee erbaut und im 12. Jahrhundert eine Madrasa eröffnet. Der alte Dorfteil war von einer hohen Mauer mit zwei Toren umgeben. Als Gründungsjahr des heutigen Dorfes gilt 1839.

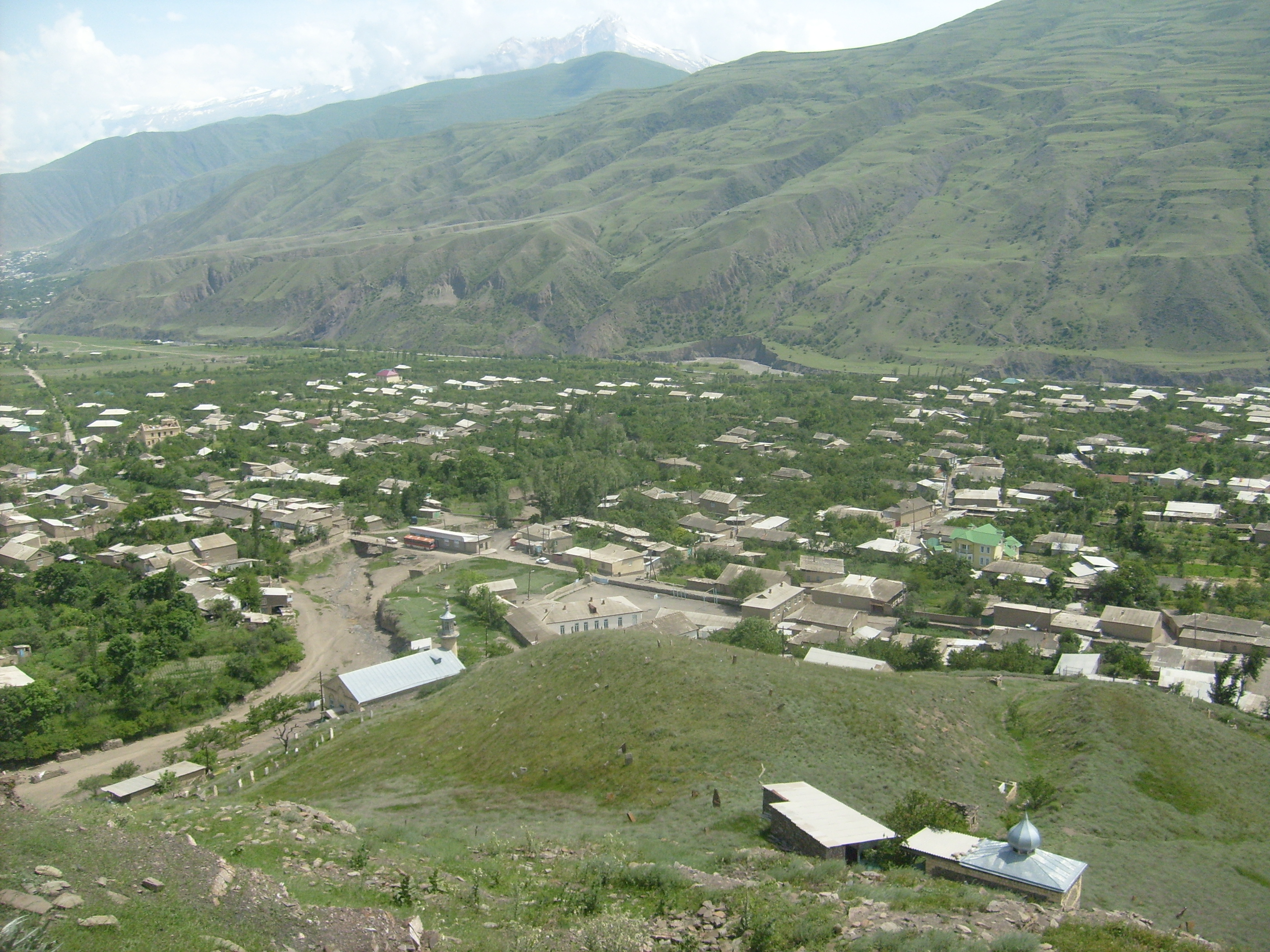
Gesamtansicht des „neuen“ Dorfes
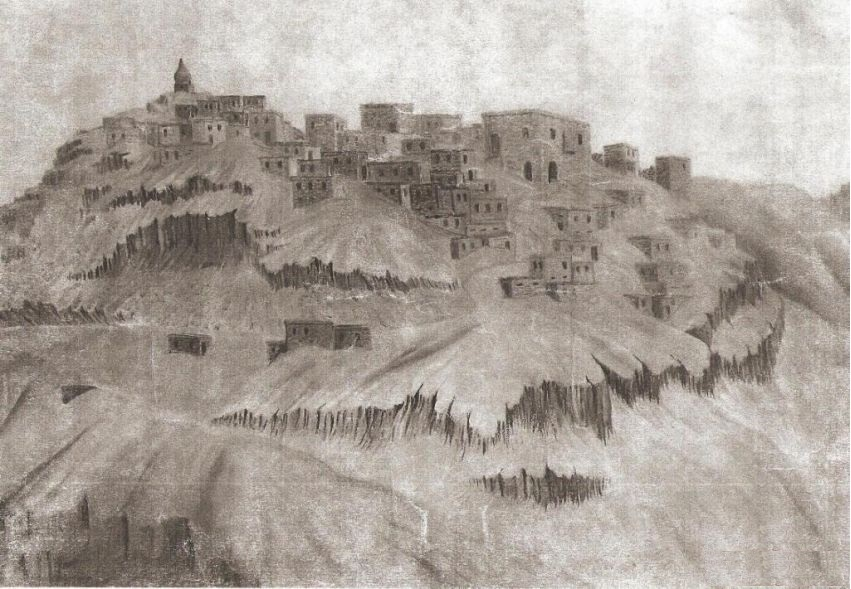
Das alte Lutkun (Zeichnung)
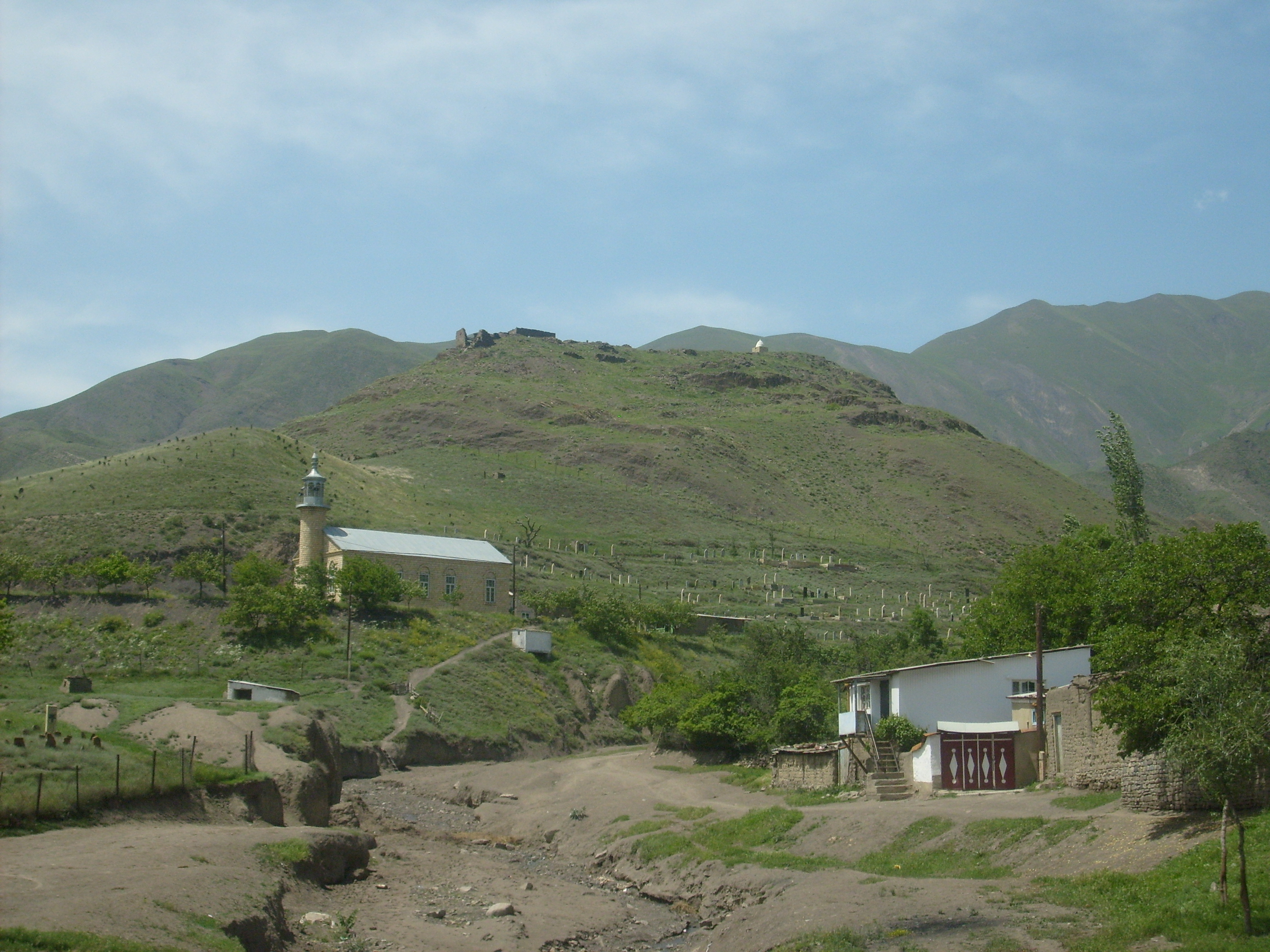
Blick auf die Moschee und das alte Dorf

## Bevölkerung
Die Einwohnerzahl von Lutkun war bei der Volkszählung 2010 wieder unter 3000 gesunken, nachdem diese Zahl 2002 erstmals knapp überschritten worden war. Lutkun ist Sitz der Landgemeinde (selskoje posselenije) selsowet Lutkunski mit insgesamt 3702 Einwohnern (2010). Zur Gemeinde gehört neben Lutkun noch das kleinere Dorf Nowy Ussur („Neu-Ussur“), das 60 km Luftlinie nordöstlich eine Enklave auf dem Territorium des Magaramkentski rajon bildet (Lage). Diese ungewöhnliche Konstellation ist Ergebnis eines Erdbebens 1966, bei dem das etwa fünf Kilometer nördlich von Lutkun in den Bergen gelegene Dorf Ussur völlig zerstört wurde (Lage). Die Bewohner wurden daraufhin zusammen mit denen anderer zerstörter Dörfer in dem neuen Dorf näher zum Rande des Gebirges angesiedelt.
Die Bewohner des Dorfes sind vorwiegend Lesgier sunnitischen Glaubens.
Bevölkerungsentwicklung
| Jahr | Einwohner |
| ---- | --------- |
| 1869 | 503       |
| 1886 | 691       |
| 2002 | 3059      |

## Sport
Im Jahr 2011 gewann der in Lutkun ansässige Verein FK Samur den Fußball-Cup Süddagestans.